# Siksjön (Silvbergs socken, Dalarna)
Siksjön är en sjö i Smedjebackens och Säters kommuner i Dalarna och ingår i Dalälvens huvudavrinningsområde. Sjön avvattnas av vattendraget Tunaån (Flokån). Sjöns area är 0,6631 kvadratkilometer och den är belägen 192,1 meter över havet. 

## Delavrinningsområde
Siksjön ingår i det delavrinningsområde (668401-147402) som SMHI kallar för Utloppet av Siksjön. Medelhöjden är 254 meter över havet och ytan är 8,03 kvadratkilometer. Räknas de 24 avrinningsområdena uppströms in blir den ackumulerade arean 153,16 kvadratkilometer. Tunaån (Flokån) som avvattnar avrinningsområdet har biflödesordning 2, vilket innebär att vattnet flödar genom totalt 2 vattendrag innan det når havet efter 236 kilometer. Avrinningsområdet består mestadels av skog (82 procent). Avrinningsområdet har 0,66 kvadratkilometer vattenytor vilket ger det en sjöprocent på 8,2 procent.